# Рушвал Самааї
Луво Маньонга (англ. Rushwahl Samaai; нар. 25 вересня 1991) — південноафриканський легкоатлет, який спеціалізується на стрибках у довжину, призер чемпіонату світу.

## Кар'єра
| Рік  | Чемпіонат                    | Місце проведення         | Місце  | Результат |
| ---- | ---------------------------- | ------------------------ | ------ | --------- |
| 2015 | Чемпіонат світу              | Пекін, Китай             | 20 (q) | 7.79 м    |
| 2016 | Чемпіонат світу в приміщенні | Портленд, США            | 5      | 8.18 м    |
| 2016 | Олімпійські ігри             | Ріо-де-Жанейро, Бразилія | 9      | 7.97 м    |
| 2017 | Чемпіонат світу              | Лондон, Велика Британія  | 3      | 8.32 м    |